# NGC 7075
NGC 7075 is een elliptisch sterrenstelsel in het sterrenbeeld Kraanvogel. Het hemelobject werd op 4 september 1834 ontdekt door de Britse astronoom John Herschel.

## Synoniemen
- ESO 343-4
- MCG -7-44-20
- AM 2128-385
- PGC 66895